# Neudorf Klösterlich

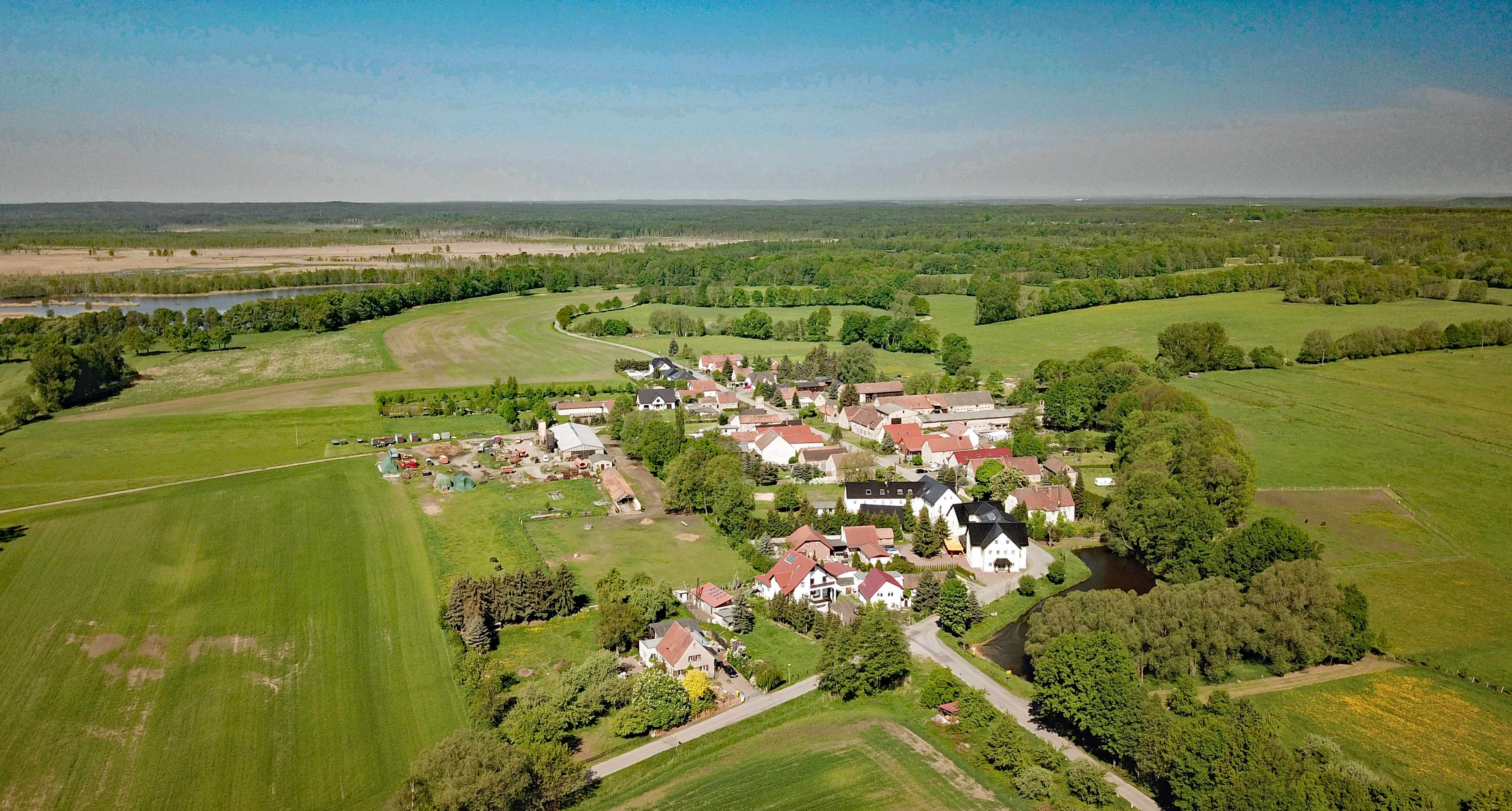
Luftbild

Neudorf Klösterlich, obersorbisch Nowa Wjes, ist der mit 82 Einwohnern kleinste Ortsteil der Stadt Wittichenau im Landkreis Bautzen in Sachsen. Das Dorf liegt im anerkannten Sorbischen Siedlungsgebiet.

## Lage
Neudorf Klösterlich liegt in der Oberlausitz etwa zwei Kilometer nördlich der Kernstadt Wittichenau und sieben Kilometer südlich der Stadt Hoyerswerda. Benachbarte Orte sind die zur Stadt Hoyerswerda gehörenden Stadtteile Dörgenhausen und Groß Neida im Norden, Spohla im Osten, Keula und Wittichenau im Süden sowie der wiederum zu Hoyerswerda gehörende Stadtteil Bröthen/Michalken im Nordwesten. Westlich von Neudorf liegt das Dubringer Moor.
Östlich des Ortes verläuft die sächsische Staatsstraße 95 von Hoyerswerda nach Kamenz.

## Geschichte
Neudorf wurde im Jahr 1248 im Gründungsbrief des Klosters St. Marienstern als nova villa juxta Witigennowe urkundlich erwähnt. Der Ortsname änderte sich daraufhin von Nuwendorf im Jahr 1382 über Nawindorff by Witchenaw im Jahr 1433 zu Klösterlich Neuendorf im Jahr 1925. Der Zusatz „Klösterlich“ dient der Unterscheidung von Burgneudorf („Königlich-Neudorf“).
Nach dem Wiener Kongress kam Neudorf an das Königreich Preußen. Am 1. Juli 1950 wurde der Ort nach Wittichenau eingemeindet. Als Teil von Wittichenau wurde Neudorf am 25. Juli 1952 dem Kreis Hoyerswerda zugeordnet und lag nach der Wende im Landkreis Hoyerswerda in Sachsen. Vom 1. Januar 1996 bis zum 31. Juli 2008 lag Neudorf im Landkreis Kamenz, seit dem 1. August 2008 liegt der Ort im Landkreis Bautzen.

## Bevölkerung
Für seine Statistik über die sorbische Bevölkerung in der Oberlausitz ermittelte Arnošt Muka in den achtziger Jahren des 19. Jahrhunderts eine Bevölkerungszahl von 92 Einwohnern; davon waren 84 Sorben (91 %) und acht Deutsche.

## Persönlichkeiten
- Herbert Bomski (1926–2014), Politiker (SED), wurde hier geboren.